# Listă de oameni care apar pe timbre poștale din Franța
Următoarea listă cuprinde oameni a căror imagine apare pe timbre poștale din Franța.

## A
- Clément Ader (1938)
- André-Marie Ampère (1936, 1949)
- Nicolas Appert (1955)
- François Arago (1949)

## B
- Maryse Bastié (1955)
- Charles Baudelaire (1951)
- Pierre Bayle (2006)
- Emile Baudot (1949)
- Antoine Béclere (1957)
- Ludwig van Beethoven (1963)
- Marcellin Berthelot (1927)
- Andre Blondel (1942)
- Professor Bouley (1951)
- Edouard Branly (1944)
- Aristide Briand (1933)
- Pierre Brossolette (1957)
- Thomas Bugeaud (1944)
- Michelangelo Buonarroti (1957)

## C
- Jacques Callot (1935)
- Jacques Cartier, descoperitorul Canadei (1934)
- Augustin Cauchy (1989)
- Marcel Cerdan (2000)
- Miguel de Cervantes (1957)
- Paul Cezanne (1939)
- Claude Chappe (1944, 1949)
- Bernigaud de Chardonnet (1955)
- François-René de Chateaubriand (1948)
- Professor Chauveau (1951)
- Frédéric Chopin (1956)
- Georges Clemenceau (1939, 1951)
- Jacques Coeur (1955)
- Auguste Comte (1957)
- Marquis de Condorcet (1989)
- Pierre Corneille (1937)
- Pierre de Coubertin (1956)

## D
- Louis Daguerre (1939)
- Dalida (2001)
- Alphonse Daudet (1936)
- Benjamin Delessert (1935)
- René Descartes (1937)
- E.H. St. Claire Deville (1955)
- Paul Doumer (1933)
- Émile Driant (1955)

## E
- Louis Franchet d'Esperey (1956)

## F
- Jean Henri Fabre, entomolog (1956)
- Francois Fenelon (1947)
- Gustave Ferrié (1949)
- Jules Ferry (1951)
- Camille Flammarion (1956)
- Jean Pierre Claris de Florian (1955)
- Benjamin Franklin (1956)

## G
- Leon Gambetta (1938)
- Johann Wolfgang von Goethe (1957)
- Vincent van Gogh (1956)
- Gregory of Tours (1939)
- Guigone de Salins (1943)
- Georges Guynemer (1940)

## H
- Victor Hugo (1933, 1935)

## I
- Vincent d'Indy (1951)

## J
- Joseph Marie Jacquard (1934)
- Jean Leon Jaures (1936)
- Jeanne d'Arc (1929)

## K
- Robert Keller (1957)
- Jean-Claude Killy (2000)

## L
- René Laennec (1952)
- Jean de La Fontaine (1938)
- Marquis de Lafayette (1927)
- Leo Lagrange (1957)
- Paul Langevin (1948)
- Antoine Lavoisier (1943)
- Jean-Baptiste Lebas (1957)
- Philippe Lebon (1955)
- Jacques Leclerc, general (1948)
- Rouget de Lisle (1936)
- Jean Baptiste Lully (1956)
- Auguste Lumière (1955)
- Louis Lumière (1955)

## M
- Pierre Martin (1955)
- Marie Marvingt (2004)
- Jules Massenet (1942)
- Jean Mermoz (1937)
- Milo of Crotona (1924)
- Frederic Mistral (1941)
- Jean Moulin (1957)
- Wolfgang Amadeus Mozart (1957)

## N
- Louis Napoleon (1852-1870)
- Gerard de Nerval (1955)
- Isaac Newton (1957)
- Joseph Nicéphore Niépce (1939)
- Professor Nocard (1951)
- Maurice Nogues (1951)

## O
- Etienne Oemichen (1957)
- Honoré d'Estienne d'Orves (1957)

## P
- Antoine-Augustin Parmentier (1956)
- Louis Pasteur (1923)
- Auguste Pavie (1947)
- Charles Péguy (1950)
- Jean Perrin (1948)
- Marshal Pétain (1941)
- Petrarch (1956)
- Gérard Philipe (1961)
- General Picqué (1951)
- Gaston Plante (1957)
- Raymond Poincaré (1950)
- Yvonne Printemps (1994)

## R
- François Rabelais (1950)
- Jean Racine (1949)
- Raimu (1961)
- Rembrandt (1957)
- Madame Récamier (1950)
- Cardinal Richelieu (1935)
- Arthur Rimbaud (1951)
- Élise Rivet (1961)
- Nicolas Rolin (1943)
- Pierre de Ronsard (1924)
- Jean-Jacques Rousseau (1956)
- Colonel Roussin (1951)
- Louis de Rouvroy (1955)
- Jean Joseph Pilatre de Rozier (1936)

## S
- Paul Sabatier (1956)
- Jean Baptiste de la Salle (1951)
- Victor Schoelcher (1957)
- Madame de Sévigné (1950)
- Stendhal (1942)

## T
- Hippolyte Taine, (1966)
- Jean de Tassigny, marshal (1952)
- Charles Tellier (1956)
- Octave Terrillon (1957)
- Louis Jacques Thénard (1957)
- Barthelemy Thimonnier (1955)

## V
- Paul Verlaine (1951)
- Jules Verne (1955)
- Colonel Villemin (1951)
- Leonardo da Vinci (1952)

## W
- George Washington (1927)

## Y
- St Yves de Treguier (1956)